# Viscount Charlemont
Viscount Charlemont ist ein erblicher britischer Adelstitel in der Peerage of Ireland.

## Verleihung, nachgeordnete und weitere Titel
Der Titel wurde am 8. Oktober 1665 für William Caulfeild, 5. Baron Caulfield of Charlemont geschaffen. Dieser hatte bereits 1642 von seinem Bruder den fortan nachgeordneten Titel Baron Caulfield of Charlemont geerbt, der am 22. Dezember 1620 in der Peerage of Ireland für seinen Großonkel Sir Toby Caulfeild (1565–1627) geschaffen worden war.
Sein Nachfahre, der 4. Viscount, wurde am 23. Dezember 1763 in der Peerage of Ireland auch zum Earl of Charlemont erhoben. Dessen Sohn, dem 2. Earl, wurde am 13. Februar 1837 in der Peerage of the United Kingdom zudem der Titel Baron Charlemont, of Charlemont in the County of Armagh, verliehen, mit dem besonderen Vermerk, dass dieser in Ermangelung eigener Nachkommen auch an dessen Bruder, den Unterhausabgeordneten Hon. Henry Caulfeild (1779–1862), und dessen Nachkommen vererbbar sei. Als der 2. Earl 1863 tatsächlich keine Söhne hinterließ, fielen die Titel entsprechend an den Sohn seines vorgenannten Bruders als 3. Earl. Als ebendieser am 12. Januar 1892 kinderlos starb, erloschen das Earldom und die britische Baronie; die Viscountcy und die irische Baronie fielen an dessen Onkel 4. Grades als 7. Viscount Charlemont.
Heutiger Titelinhaber ist John Caulfeild als 15. Viscount Charlemont.

## Liste der Barons Caulfeild of Charlemont und Viscounts Charlemont

### Barons Caulfeild of Charlemont (1620)
- Toby Caulfeild, 1. Baron Caulfeild of Charlemont (1565–1627)
- William Caulfeild, 2. Baron Caulfeild of Charlemont (1587–1640)
- Toby Caulfeild, 3. Baron Caulfeild of Charlemont (1621–1642)
- Robert Caulfeild, 4. Baron Caulfeild of Charlemont (1622–1642)
- William Caulfeild, 5. Baron Caulfeild of Charlemont (1624–1671) (1665 zum Viscount Charlemont erhoben)

### Viscounts Charlemont (1665)
- William Caulfeild, 1. Viscount Charlemont († 1671)
- William Caulfeild, 2. Viscount Charlemont († 1726)
- James Caulfeild, 3. Viscount Charlemont (1682–1734)
- James Caulfeild, 1. Earl of Charlemont, 4. Viscount Charlemont (1728–1799)
- Francis Caulfeild, 2. Earl of Charlemont, 5. Viscount Charlemont (1775–1863)
- James Caulfeild, 3. Earl of Charlemont, 6. Viscount Charlemont (1820–1892)
- James Caulfeild, 7. Viscount Charlemont (1830–1913)
- James Caulfeild, 8. Viscount Charlemont (1880–1949)
- Charles Caulfeild, 9. Viscount Charlemont (1887–1962)
- Robert Caulfeild, 10. Viscount Charlemont (1881–1967)
- Charles Caulfeild, 11. Viscount Charlemont (1884–1971)
- Richard Caulfeild, 12. Viscount Charlemont (1887–1979)
- Charles Caulfeild, 13. Viscount Charlemont (1899–1985)
- John Caulfeild, 14. Viscount Charlemont (1934–2001)
- John Caulfeild, 15. Viscount Charlemont  (* 1966)

Titelerbe (Heir apparent) ist der Sohn des aktuellen Titelinhabers Hon. Shane Caulfeild (* 1996).